# Под едно небе (филм, 2003)
Вижте пояснителната страница за други значения на Под едно небе.
„Под едно небе“ е български игрален филм (драма) от 2003 година, по сценарий и режисура на Красимир Крумов. Оператор е Емил Христов.

## Сюжет
Планинско селце. 15-годишната Руфие живее сама с баба си. Подгонен от безработицата, баща ѝ Хайредин е заминал за Турция и вече три години от него няма вест. Дори най-близките на Руфие започват да говорят, че той е забравил за нея и няма да се върне. Съчувствието към нея и мълчаливия укор към баща ѝ я правят самотна и затворена. Тя решава да премине нелегално границата и да намери баща си, за да докаже на всички, че любовта им е взаимна. Търсенето на пари, за да плати на каналджията се превръща в нейното първо житейско изпитание. Накрая Руфие се решава на най-трудното – остригва косата си и се преструва на момче, за да бъде приета в групата. По време на тежкия зимен преход в планината тя среща Исмет – неин връстник, който е тръгнал заедно с баща си. Руфие изпитва първите трепети на любовта, но не може да ги сподели, защото е „момче“. Хайредин, бащата на Руфие, е в група бегълци. Той пътува към България, за да заживеят винаги заедно. Двете групи се разминават. Хайредин и Руфие не се разпознават в тъмното.

## Актьорски състав
- Марта Кондова – Руфие
- Иван Кондов – Ходжата
- Красимир Доков – Трафикантът
- Николай Урумов – Беглецът, бащата на Исмет
- Леонтина Ардити – Бабата на Руфие
- Месуре Сюлейман – Приятелката на Руфие
- Пламен Димитров – Влюбеното в Руфие момче
- Иван Савов – Приятелят на Хайредин
- Румен Трайков – Хайредин, бащата на Руфие
- Владимир Йочев – Гневният беглец

## Награди
- „Награда на КОДАК за най-добър български игрален филм“ на 7 МФФ София Филм Фест (София, 2003).
- Голямата награда „Златната ракла“ за първи раздел – игрални филми и сериали на 28 МТФ, (Пловдив, 2003).
- Специалната награда на журито за телевизионни филми на ФБФ (Варна, 2004).
- Наградата за операторско майсторство на Емил Христов на ФБФ (Варна, 2004).както * Наградата на КОДАК на ФБФ (Варна, 2004).